# 요나스 홀뢰스
요나스 홀뢰스(노르웨이어: Jonas Holøs, 1987년 8월 27일~)는 노르웨이의 전직 아이스하키 선수로 포지션은 수비수이다.

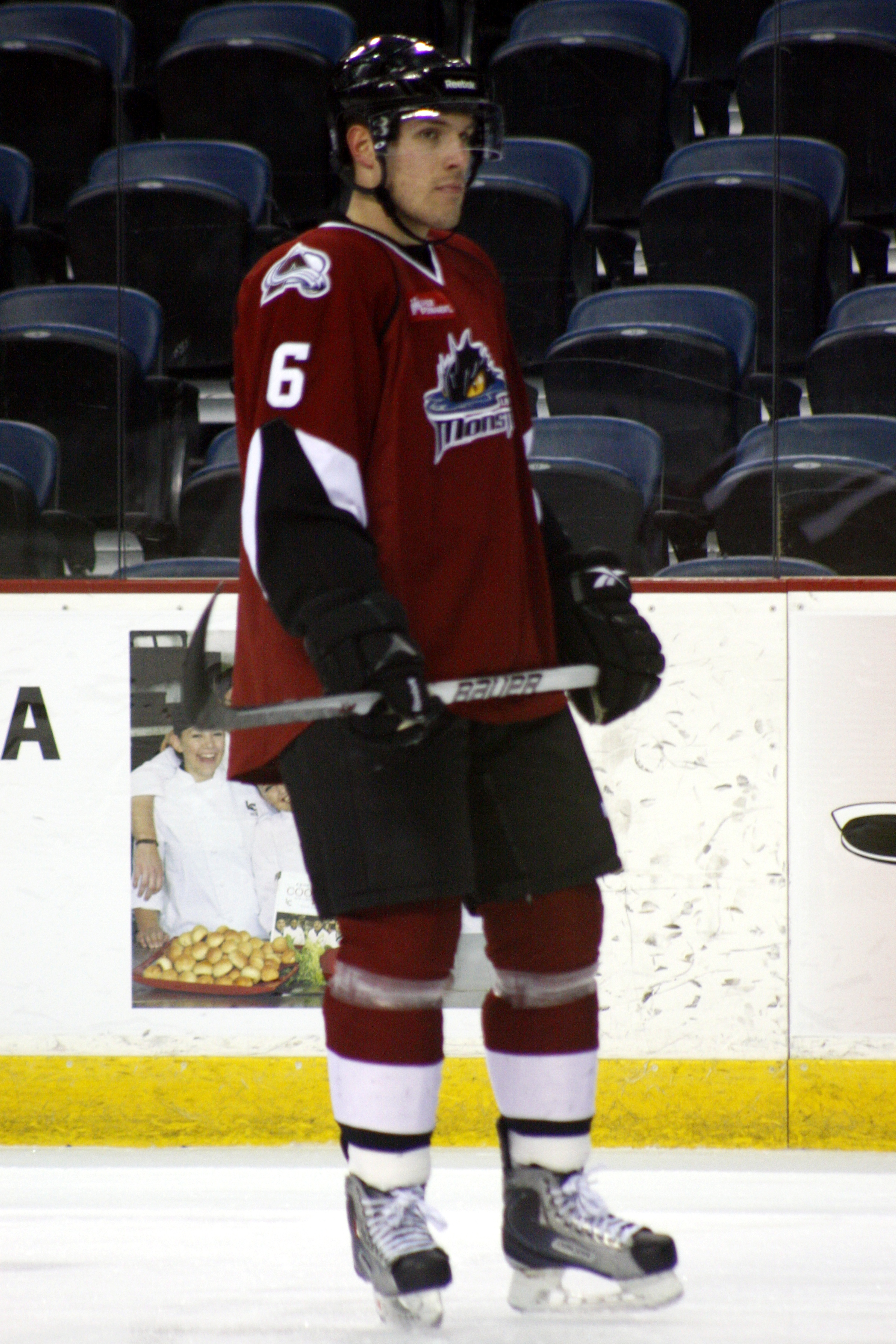
스레이크 이리 몬스터스 소속 시절의 홀뢰스(2011년)

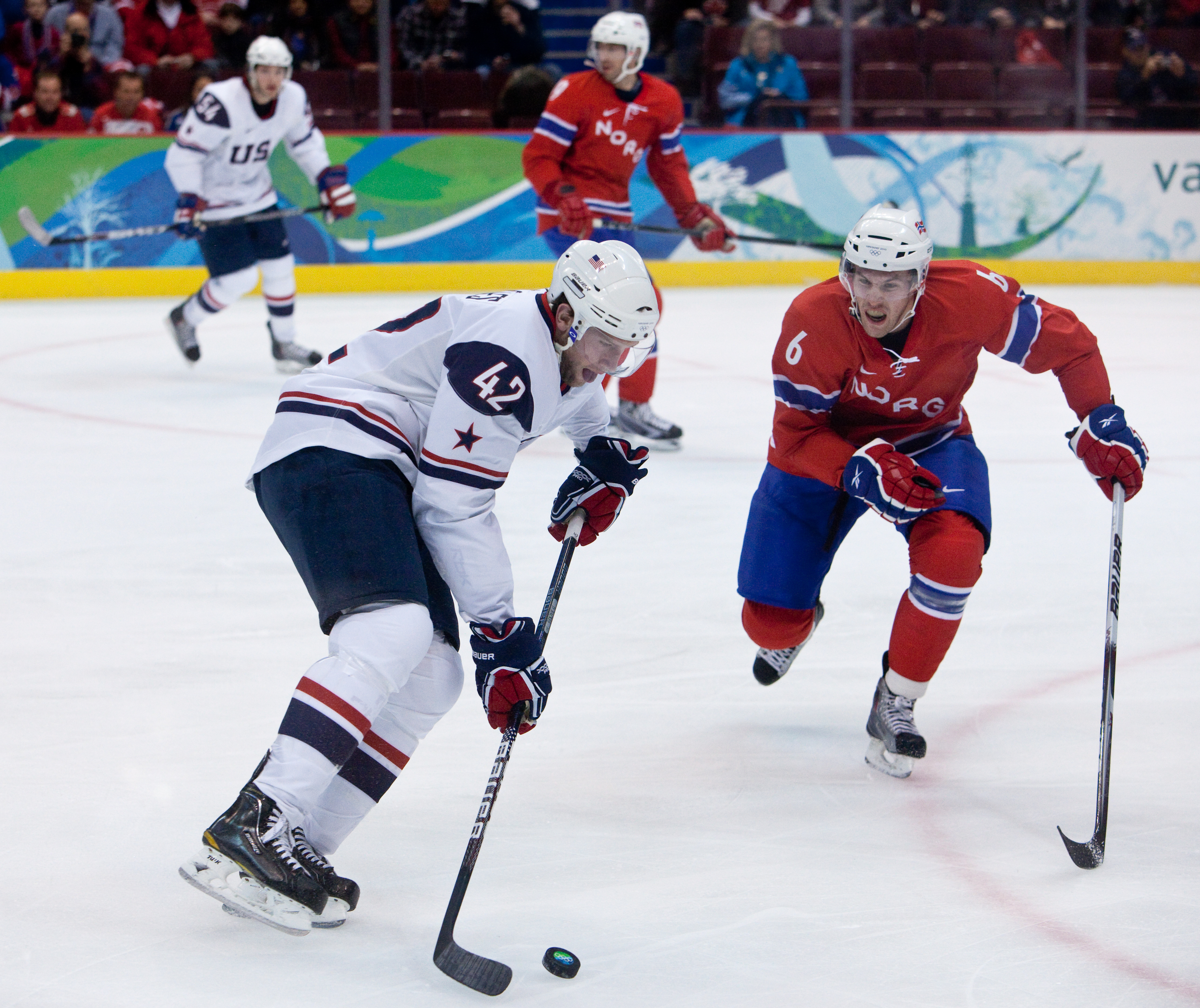
2010년 동계 올림픽 조별 예선 당시의 홀뢰스(오른쪽)와 미국 대표팀의 데이비드 배키스